# 축산농협
축산농협(畜産農協)은 대한민국 농업협동조합중앙회 소속의 특수한 농협 중 하나이다. 2000년 축산업협동조합중앙회가 농업협동조합중앙회와 통합되어 축협이 농업협동조합중앙회 소속의 축산농협으로 바뀌었다.

## 사업

### 경제사업
주요사업으로는, 축산 기술 향상과 경영합리화를 위한 생산지도·생활개선·교육향상·문화향상 등 지도사업과 우량축종, 양질의 배합사료, 목초 종자, 축산기자재 등과 관련된 구매사업을 들 수 있다.

### 신용사업
축산물유통 및 사료가공사업을 통한 조합원의 편익 도모, 가축개량사업, 각종 예금수신 및 양축자금 대출, 내국환 업무, 신용카드 발급업무를 취급한다. 상호금융업무는 농협은행이 아닌 농협중앙회 상호금융부문에서 관리한다.